# Yan Wengang
Yan Wengang (chinesisch 闫文港; * 1. Juli 1997 in Tianjin) ist ein chinesischer Skeletonfahrer. Er begann 2016 mit dem Skeletonsport und debütierte 2018 im Weltcup. Bei den Olympischen Winterspielen 2022 in Peking wurde er Dritter und gewann damit als erster chinesischer Schlittensportler eine olympische Medaille.

## Werdegang

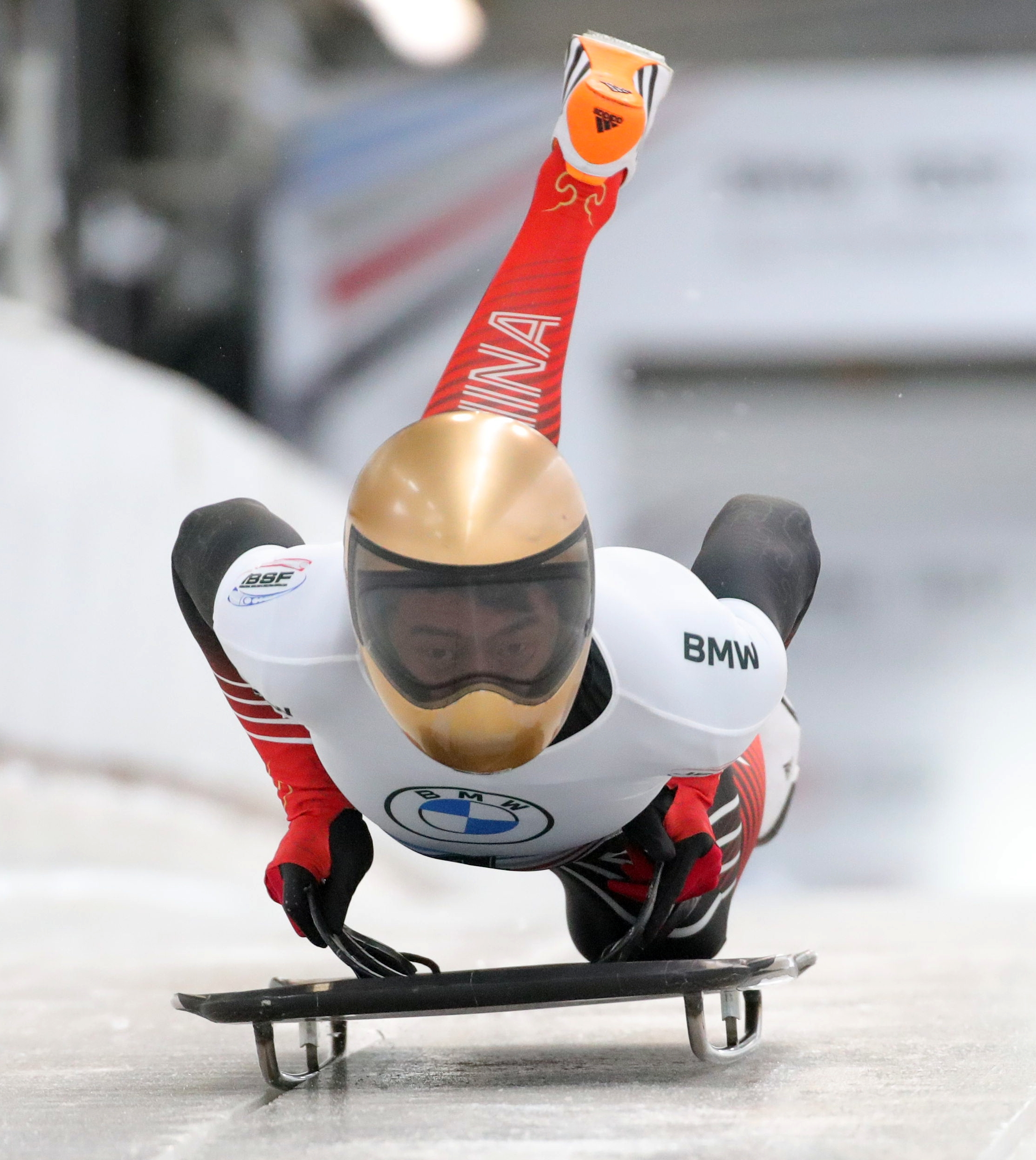
Yan während des Weltcups 2023 in Altenberg

Yan Wengang stammt aus dem zu Tianjin gehörenden Stadtbezirk Wuqing. Er begann seine sportliche Laufbahn als Leichtathlet, besuchte ab 2009 eine Sportschule in seinem Heimatbezirk und konzentrierte sich vor allem auf den Weitsprung. Nachdem Peking 2015 den Zuschlag für die Austragung der Olympischen Winterspiele 2022 erhalten hatte, bemühte sich China darum, Athleten in jenen Wintersportarten zu entwickeln, die in dem Land bis dahin kaum verankert waren. Im Rahmen dieses Programms wurde der Weitspringer Yan ab 2016 zum Skeletonfahrer ausgebildet. Der chinesische Verband engagierte mehrere Trainer aus Europa und Nordamerika. Ab 2019 gehörte dazu der Österreicher Andreas Schmid, dem eine wesentliche Rolle an der Entwicklung der chinesischen Athleten mit Blick auf Olympia 2022 zugeschrieben wurde. Neben Schmid betreute mit Willi Schneider ein weiterer früherer Skeleton-Weltmeister die chinesischen Athleten.
In den Wintern 2016 und 2017 fuhr Yan erste internationale Rennen im Europa- sowie im Nordamerikacup. Seine erste Top-Ten-Platzierung erreichte er im November 2017 als Achter bei einem Nordamerikacup-Wettkampf in Park City. Zwei Monate später debütierte er mit einem 30. Rang in St. Moritz im Skeleton-Weltcup und belegte bei der Juniorenweltmeisterschaft 2018 den neunten Platz – eine Position hinter seinem Teamkollegen Geng Wenqiang, einem weiteren früheren Weitspringer, der neben Yan China als einer der ersten Athleten im internationalen Skeleton vertrat. Im Dezember 2018 entschied Yan auf der Kunsteisbahn Königssee als erster Chinese ein Europacuprennen für sich, kurze Zeit, nachdem Geng einen Wettbewerb im Nordamerikacup gewonnen hatte. Yan siegte im November 2019 ebenfalls im Nordamerikacup und platzierte sich zum Ende des Winters zweimal unter den ersten Zehn im Weltcup. Bei der WM 2020 erreichte er im Rennen der Männer als bester Chinese den elften Rang und fuhr im Mixed-Wettbewerb zusammen mit Lin Huiyang auf die sechste Position.
Das chinesische Skeletonteam trat im von der COVID-19-Pandemie geprägten Winter 2020/21 nicht zu internationalen Wettkämpfen an. Der Brite Jack Thomas, der von 2019 bis 2021 als Trainer in China arbeitete, erklärte, die Athleten hätten nahezu die gesamte Saison genutzt, um das neu für die Olympischen Winterspiele 2022 errichtete Yanqing National Sliding Center zu befahren. Weil andere Sportler die Eisbahn erst Ende 2021 kennenlernten, sah Thomas für die chinesischen Sportler mit Blick auf die Winterspiele einen klaren Heimvorteil. In den Monaten vor Olympia fuhr Yan im Weltcup zu mehreren Top-Ten-Ergebnissen, darunter einem achten Rang im Eiskanal Innsbruck-Igls als bestem Resultat. Im Gesamtweltcup des Winters 2021/22 belegte er Platz 18. Beim olympischen Skeleton-Wettkampf 2022 in Yanqing gewann Yan hinter den beiden Deutschen Christopher Grotheer und Axel Jungk die Bronzemedaille. Als Dritter nach vier Läufen hatte er bei einer Gesamtfahrzeit von vier Minuten eine gute Dreiviertelsekunde Rückstand auf Grotheer und etwa zwei Zehntelsekunden Vorsprung auf den viertplatzierten Russen Alexander Tretjakow. Yans Bronzemedaille war die erste für einen chinesischen Athleten in einer der drei Schlittensportarten (Bob, Rennrodeln, Skeleton).
In der nacholympischen Saison 2022/23 wurde Yan Elfter des Gesamtweltcups und erzielte im Januar 2023 mit einem fünften Rang sein bis dahin bestes Ergebnis in einem Weltcuprennen. Bei den Weltmeisterschaften 2023 in St. Moritz belegte er den sechsten Platz im Männerrennen und gemeinsam mit Zhao Dan Position fünf im Mixed-Wettbewerb.